# Dövas Afrika Mission
Dövas Afrikamission (DAM) är en missionsförening inom Svenska kyrkan, som stöder dövkyrkan och dövskolor i Tanzania och Eritrea. 
Genom att ge ett bidrag på minst 100 kr blir man medlem i DAM. Ordförande är Anne Wikner.
Till styrelsen adjungeras representanter för Svenska kyrkans mission och EFS.
DAM är ansluten till Svenska missionsrådet.

## Målsättning
DAM:s uppgifter är, enligt stadgarna, att
- på biblisk grund arbeta för och inspirera till insatser för döva i Afrika
- stödja skolor och andra inrättningar för döva i Eritrea, Etiopien, Tanzania och andra afrikanska länder
- främja själavården bland elever som vårdas och vårdats vid dessa dövskolor
- hålla kontakt med organisationer som vill stödja dessa sällskapets uppgifter

## Historik
Föreningen bildades 1951, på initiativ av EFS-missionären Olle Hagner och dövprästen Ivar Svennas.
Andra viktiga milstopar i DAM:s historia:
- Elsie Roos startar 1955 Keren dövskola i Eritrea
- 1960 kommer den första eritreanska dövläraren till Sverige för utbildning
- I början av 1980-talet byggs Mwangaskolan i Tanzania.
- Dövkyrkoarbete i Moshi, Tanzania påbörjades 2006
- Ett projekt för teckenspråksutveckling i Tanzania startas samtidigt